# Nelly Ugarriza Chávez
Nelly Raquel Ugarriza Chávez (Lima, 23 de marzo de 1944-17 de mayo del 2022) fue una psicóloga e investigadora educacional peruana. Realizó sus estudios en la Universidad de San Marcos donde fue la primera Decana de la Facultad de Psicología. También asumió el Decanato del Colegio de Psicólogos del Perú entre 1994 y 1996. Fue decana de la facultad de psicología de la Universidad Ricardo Palma de Lima. Tiene como descendientes directos a sus hijos: Giuliana Grimaldo Ugarriza y Sandro Grimaldo Ugarriza; y sus nietos: Ximena VIllafuerte e Ivanna Merchor.

## Obras
- Comprensión lectora inferencial de textos especializados y el rendimiento académico de los estudiantes universitarios del primer ciclo.
- La evaluación de la inteligencia emocional a través del inventario de BarOn ICE: NA, en una muestra de niños y adolescentes.
- Adaptación psicométrica de la Escala de Depresión para Adolescentes de Reynolds (EDAR) en estudiantes de secundaria de Lima Metropolitana.